# Westbam
 Maximillian Lenz alias WestBam (rođen 4. ožujka, 1965. u Münster, Vestfalija, Njemačka) njemački je DJ i glazbeni producent.
Kao DJ, WestBam se prvi put pojavljuje još 1983. i od tada je njegova karijera u stalnom usponu. Osoba koja je kao DJ zastupao Njemačku na otvaranju Olimpijskih Igara u Seoulu, suorganizator prestižnih festivala elektroničkekglazbe kao što su Mayday i Loveparade događaja, producent s ogromnim brojem izdanih albuma, kako solo, tako i u suradnji s velikim imenima svjetske elektronske glazbene scene od kojih su mnoga dugo vremena harala svjetskim top listama.On je DJ koji već godinama nastupa diljem svijeta : po Americi, Europi, Japanu, definitivno je jedna od rijetkih megazvijezda elktroničke glazbe današnjice. Dobitnik je nekoliko prestižnih nagrada njemačkih i svjetskih kulturnih časopisa i udruženja. Dugogodišnji producentski rad i brojni DJ nastupi i kontakti s publikom te drugim glazbenim kolegama, rezultirale su posebnim glazbenim stilom - kombinacijom techna i electra s čim se ponovno proslavio i učvrstio na svjetskim glazbenim top ljestvicama (godine 1999. Beatbox Rocker). Surađivao je tako i s drugim velikim imenima, postavivši nove standarde i učvrstio glazbenu kombinaciju, koju on naziva "technoelectro" kao glazbeni potpravac.

## Zanimljivosti
Njegov prvi nastup u Hrvatskoj održan je u Zagrebu još početkom '90-ih. Svirao je u blizini Zagreba dok je još rat bjesnio, što se moglo i čuti, jer su granate padale 20-ak km od samog mjesta partija. I odjednom je nestalo struje na oko skoro sat i po. Međutim nitko nije napuštao prostoriju iako je prošlo oko sat i pol bez svjetla i zvuka. Svi su ostali i taj trenutak kad je došla struja i kad se osjetio bas, svi su poludjeli od sreće.  

## Diskografija

### Albumi
- In Seoul (1988)
- The Cabinet (1989)
- The Roof Is On Fire (1991)
- A Practising Maniac At Work (1991)
- BamBamBam (1994)
- We´ll Never Stop Living This Way (1997)
- Right On (2002)
- Do You Believe In the Westworld (2005)

### Singlovi
- "17 - This Is Not a Boris Becker Song"
- "The Roof Is On Fire" (1989/1991/1999)
- "Monkey Say Monkey Do"
- "Disco Deutschland"
- "Der Bundespräsidenten Mix"
- "No More Freakin' Rock'n'Roll"
- "The Mayday Anthem"
- "Wizards of the Sonic"
- "Celebration Generation"
- "Raving Society"
- "Love Missile F1-11"
- "Sunshine" (with Dr.Motte)
- "Sonic Empire" (Members Of Mayday)
- "Wizards of the Sonic" (1998, with Red Jerry)
- "Beatbox Rocker" (1999)
- "Oldschool, Baby" (with Nena)
- "Dancing With the Rebels" (with Afrika Islam)
- "Bang the Loop" (2005)
- "United states of love (ft.The love committee)" (2006)
- "Love Is Everywhere (New Location)" (2007)

## Vanjske poveznice
- http://www.muzikanastruju.com/content/view/309/34/  Arhivirana inačica izvorne stranice od 21. studenoga 2008. (Wayback Machine)
- http://www.klubskascena.com/content/view/602/53/  Arhivirana inačica izvorne stranice od 4. srpnja 2008. (Wayback Machine)